# Pannonhalmi Bencés Gimnázium és Szakkollégium

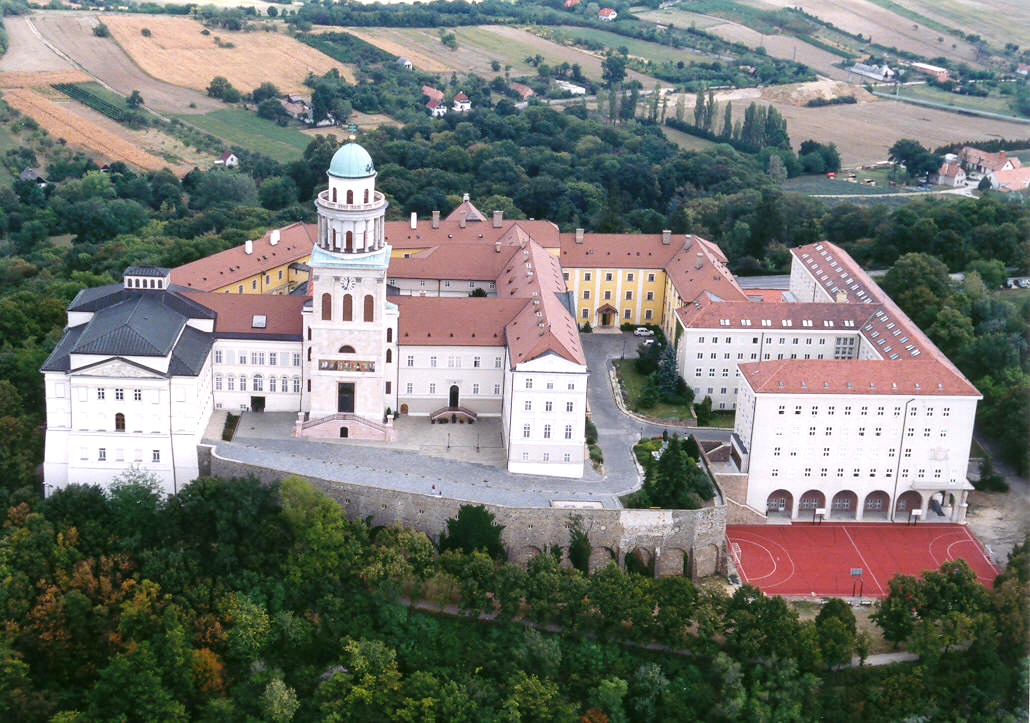
A gimnázium és diákotthon az épületegyüttes jobb oldalán látható, Ⅎ alakú épületszárny. A tantermek az alsóbb szinteken, a kollégiumi rész fölöttük található

A Pannonhalmi Bencés Gimnázium és Szakkollégium  a Pannonhalmi Bencés Főapátsággal egybeépült, a bencés kongregáció által fenntartott, neves középiskola Magyarországon, ahol bencések és civilek tanítanak.

## Története
Az első hazai középszintű iskolát a Szent Benedek-rendi szerzetesek szervezték Szent Márton hegyén, a mai Pannonhalmán, írásos adatok szerint a XI. század elején. Az iskola a kolostor alapítása (996) táján megkezdte működését, és egészen a XVI. század végéig, a kolostor török elfoglalásáig megmaradt. Egy évszázaddal később, 1690-ben bölcseleti oktatás kezdődött Pannonhalmán, amely 1702-ben teológiai kurzussal egészült ki. 1786-ban II. József feloszlatta a hazai bencés szerzetesházakat, majd 1802-ben Habsburg I. Ferenc jóvoltából indulhatott újra az oktatás, aki feltételként szabta, hogy a szerzeteseknek iskolákat kell alapítaniuk és szélesebb körben kell tanítaniuk: így újjászervezve folytatódott a bölcseleti-teológiai képzés. 1920 és 1928 között gimnázium működött Pannonhalmán.
A pannonhalmi gimnáziumot és kollégiumot mai formájában 1939-ben kezdték építeni. Teleki Pál miniszterelnök és az akkori főapát, Kelemen Krizosztom „olasz” gimnáziumot szerettek volna itt indítani, amelyben nagy hangsúlyt kap az olasz nyelv és kultúra oktatása. A saját tanterv alapján működő olasz nyelvű gimnázium ugyanazon év őszén nyílt meg, amelynek első végző osztálya 1947-ben érettségizett. 1948-ban a gimnáziumot államosították (a monostorral összekötő folyosókat lefalazták), de 1950-től ismét a bencés rend gimnáziuma lett Pannonhalmi Bencés Gimnázium néven (a „Pannonhalmi” később kikerült a névből, majd az egyházzenei iskolára való utalással bővült). Egyike volt annak a nyolc katolikus gimnáziumnak, amely a szocializmus alatt is fennmaradhatott Magyarországon.
1995 nyarán – a millenniumi ünnepségekre és II. János Pál pápa látogatására is készülve – az iskola épületét teljesen felújították, az alagsort átépítették.

## Oktatási rendszere
A kezdet kezdetén tízéves korukban kerültek ide a fiúk (egy rövid időszakot kivéve azóta is csak fiúgimnáziumként működik), egy osztályban huszonöten voltak, az iskolát pedig nyolcosztályosra tervezték. A magyar és a hazai bencés iskolák történetében teljesen új megoldásnak számított, hogy a gimnázium és a kollégium egybeépült. Az osztályközösség a diákotthonban is együtt maradt, egy hálóban lakott, az osztályfőnök pedig többnyire diákotthoni nevelő (prefektus) is volt. Később az iskola négyosztályos lett, majd ezzel párhuzamosan 1993-tól a hatosztályos rendszer is megjelent; mindkettőbe van beiskolázás.
Az osztályok nemcsak a délelőtti tanítás során, hanem a kollégiumban is együtt élnek. A diákok az egész ország területéről, néha az országhatáron túlról is érkeznek, és szinte mindannyian a diákotthonban laknak. Az elhelyezés kb. 30 fős nagyhálókban, illetve az utolsó két éveseknek 4 (olykor 6) fős szobákban történik.
Az iskolában számos szakkör és sportlehetőség van, valamint ének-, zenekar, egyéb művészeti ágak, illetve KRESZ-tanfolyam, azonkívül a filmvetítések is rendszeresek. Első idegen nyelvként angolt vagy németet, másodikként olaszt, latint vagy franciát lehet tanulni, továbbá igény szerint választható (a fentieken kívül) az orosz, spanyol és a héber nyelvek valamelyike is. A szombat is tanítási nap. Testvériskolai kapcsolatokat ápolnak Németországban, Ausztriában, Angliában, az USA-ban, Olaszországban, Franciaországban, Ukrajnában és Romániában lévő oktatási intézményekkel, és lehetőség van egy-egy tanévet Németországban, Ausztriában vagy az USA-ban tölteni.
Az iskola hagyományosan jó eredményeket ér el az országos középiskolai tanulmányi versenyeken (OKTV), és a diákok a felvételiken is jól helytállnak.

## Alumni-szervezetek
A Bencés Diákszövetség az egykori bencés diákokat fogja össze és így biztosítja a tanévek után is az összetartást a volt diákok között. Tagjaink azok az öregdiákok, akik az ország bencés középiskoláiban érettségiztek vagy legalább egy évet jártak oda.
A Pannonhalmi Bencés Alumni pedig a Pannonhalmi Bencés Gimnázium önálló öregdiák-szervezete. Elsődleges célja a gimnázium céljainak támogatása, öregdiákjai közötti kapcsolatok ápolása és Pannonhalma értékeinek mind élőbb képviselete. A Bencés Diákszövetséggel szoros kapcsolatot kíván fenntartani.

## Igazgatói
| - Kováts Arisztid (1939–1945) - Jámbor Mike (1945–1947) - Hajdú Lukács (1947–1948) - Legányi Béla Norbert (1950–1952) - Monsberger Ulrik (1952–1956) | - Söveges Dávid (1956–1957) - Vályi Hugó (1957–1962) - Monsberger Ulrik (1962–1965) - Kapuy Vitál (1965–1973) - Jáki Zénó (1973–1977) - Csóka Gáspár (1977–1979) | - Korzenszky Richárd (1979–1989) - Pintér Ambrus (1989–1994) - Hortobágyi T. Cirill (1994–1996) - Horváth Dori Tamás (1996–2006) - Hardi Titusz (2006–2018) - Juhász-Laczik Albin (2018–) |

## Lásd még
- Híres pannonhalmi diákok listája
- Pannonhalmi Bencés Főapátság
- Szent Benedek Általános Iskola, Középiskola, Alapfokú Művészeti Iskola és Kollégium